# Dora Wahlroos
Anna Dorothée (Dora) Wahlroos, född 19 december 1870 i Björneborg, död 21 mars 1947 i Grankulla, var en finlandssvensk konstnär verksam under det nordiska friluftsmåleriets guldålder runt sekelskiftet 1900.

## Biografi
Dora Wahlroos föräldrar var lantmätaren Johan Henrik Wahlroos och Dorothée Augusta Henriette Wahlroos, född Fehn. Wahlroos bodde som ung i Åbo och senare i Grankulla. Hon var som ung förlovad med skulptören Emil Wikström. Hon gifte sig aldrig men hade ett kort förhållande med Raffaello Gambogi, konstnärskollegan Elin Danielson-Gambogis man.  
Hon studerade vid Åbo ritskola 1886–1889, för Victor Westerholm 1889–1890, vid Finska Konstföreningens ritskola i Helsingfors 1890–1891 och för Hermann Groeber i München 1911. Hon studerade också konst i Paris.

## Verk
Dora Wahlroos mest kända verk är altartavlan i Mörskoms kyrka från 1896. Hon är förknippad med Önningebykolonin, en svensk-finländsk konstnärskoloni som var verksam på Åland kring sekelskiftet. Hennes motiv bestod bland annat av porträtt, modellstudier, landskap, folkliga motiv och självporträtt. Wahlroos tidiga konst har ansetts hålla en högre klass än den mer kommersiella konst hon senare producerade för att kunna försörja sig själv och sin syster, men vissa av hennes senare verk har fått positiv kritik, som hennes självportträtt från 1943.
Dora Wahlroos uppmärksammades våren 2008 med utställningar på Åbo och Tavastehus konstmuseer.

### Galleri

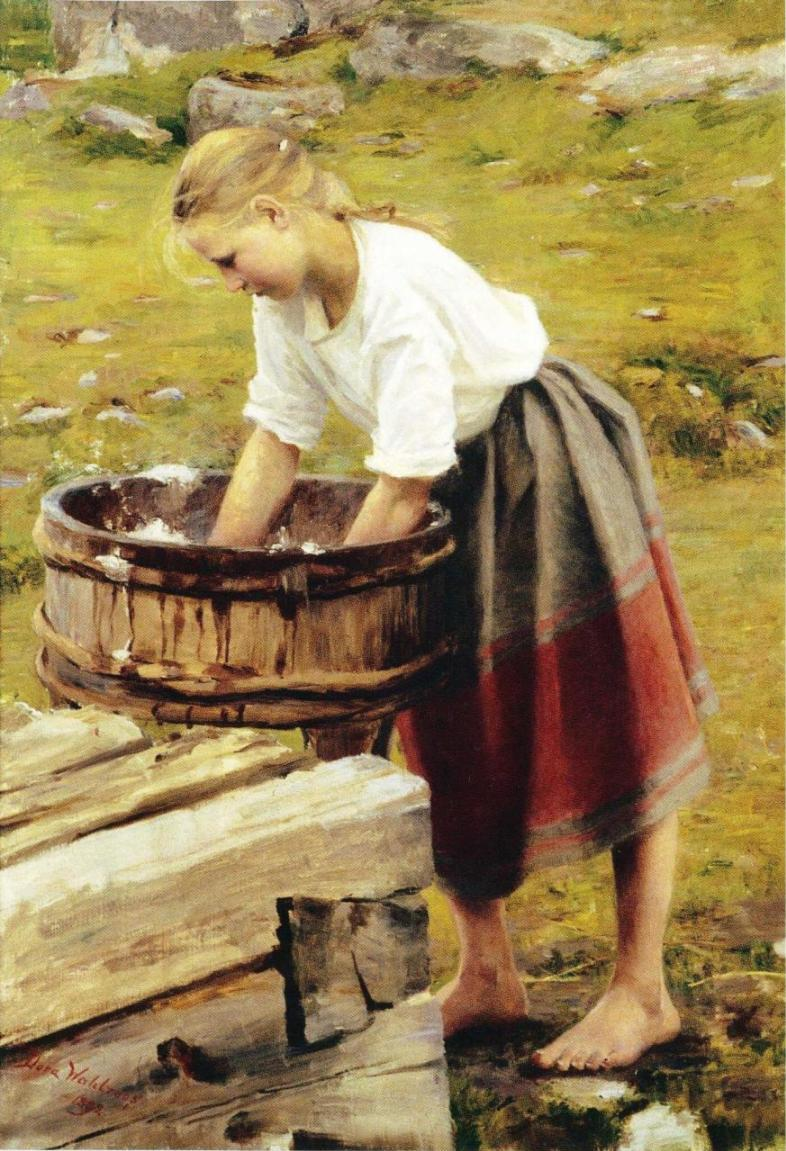
Vid tvätten, 1892
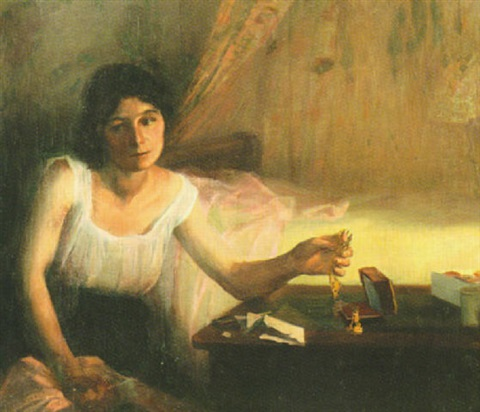
Längtan, 1892
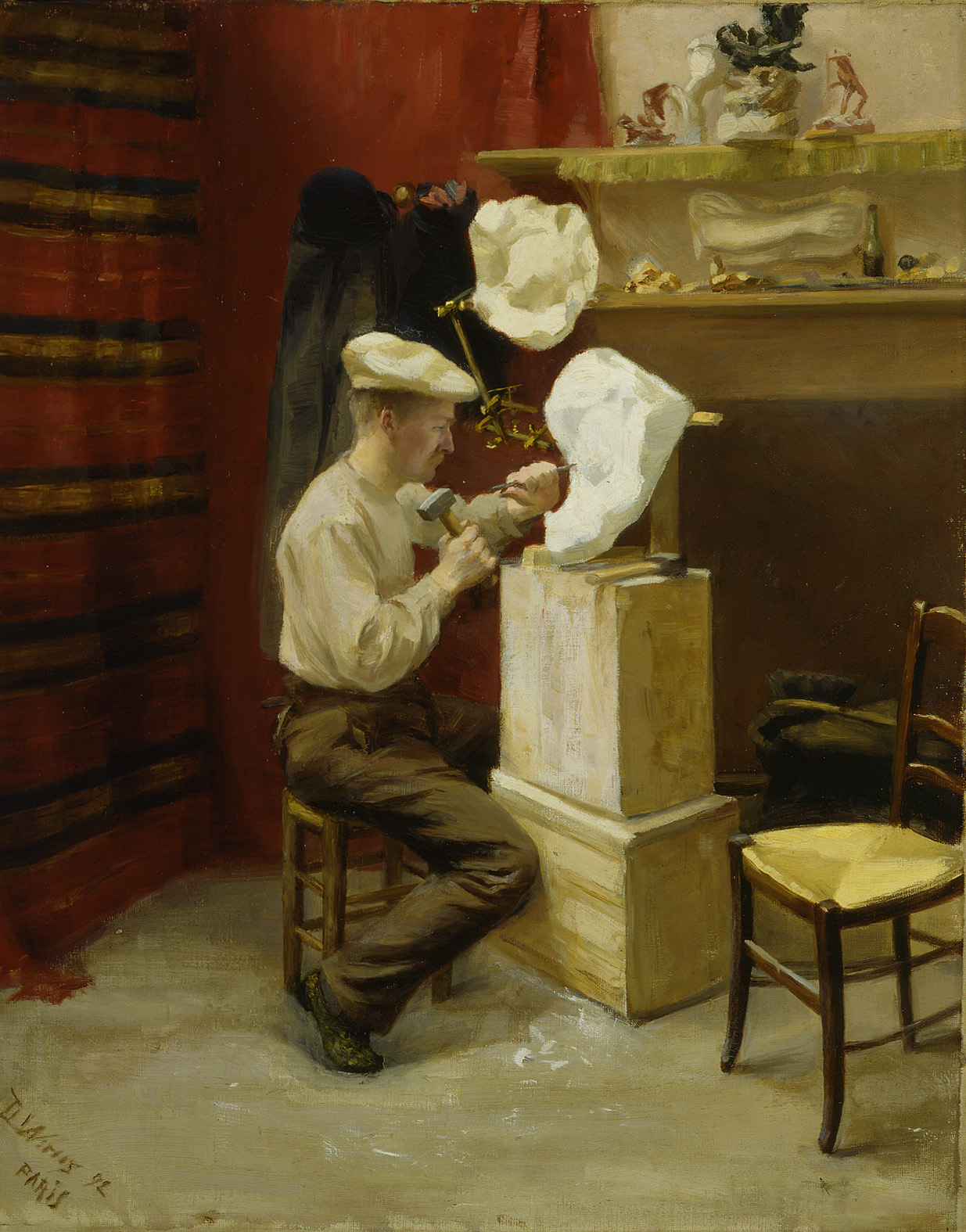
Emil Wikström i hans studio i Paris, 1892
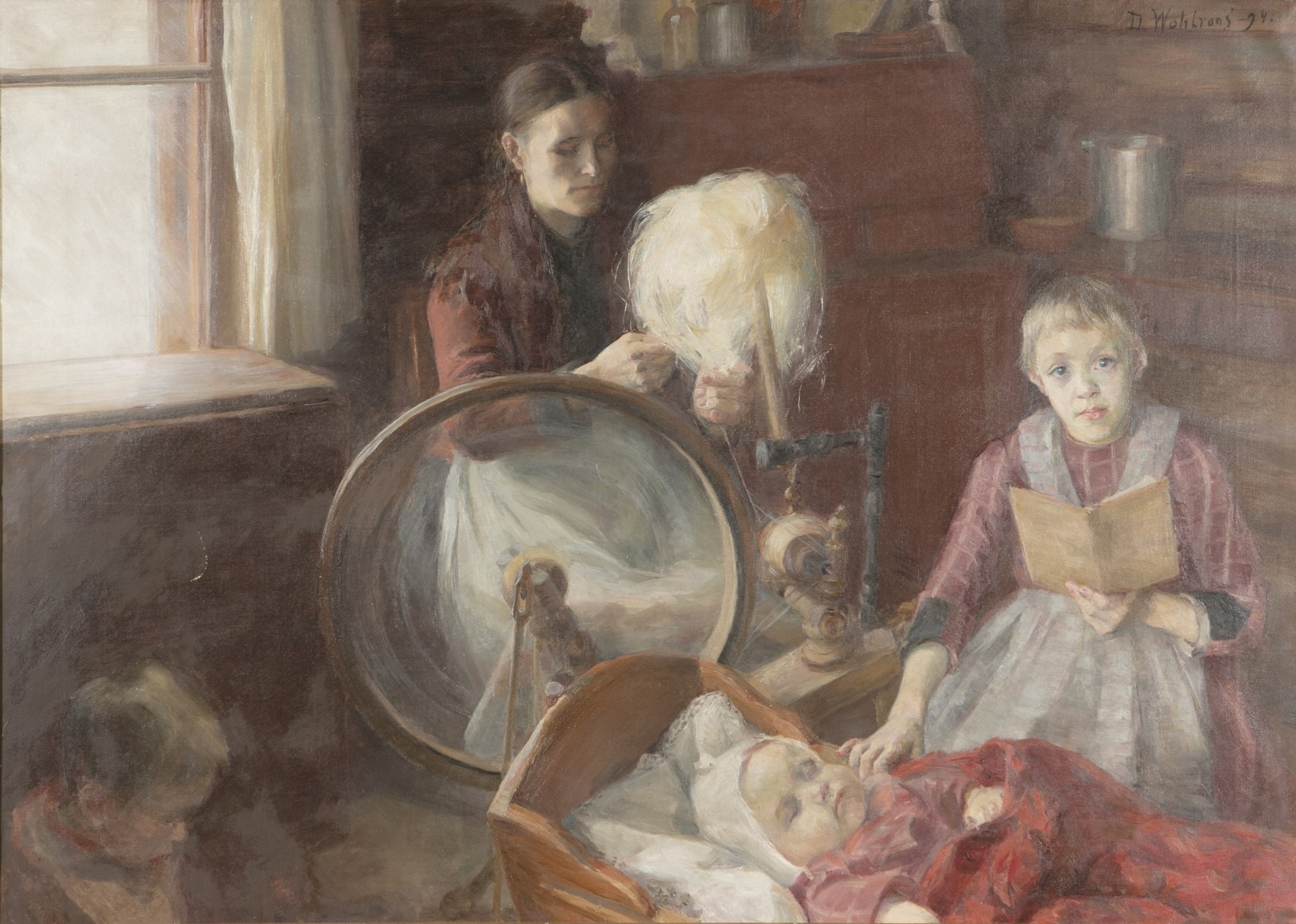
Mor och barn, 1894
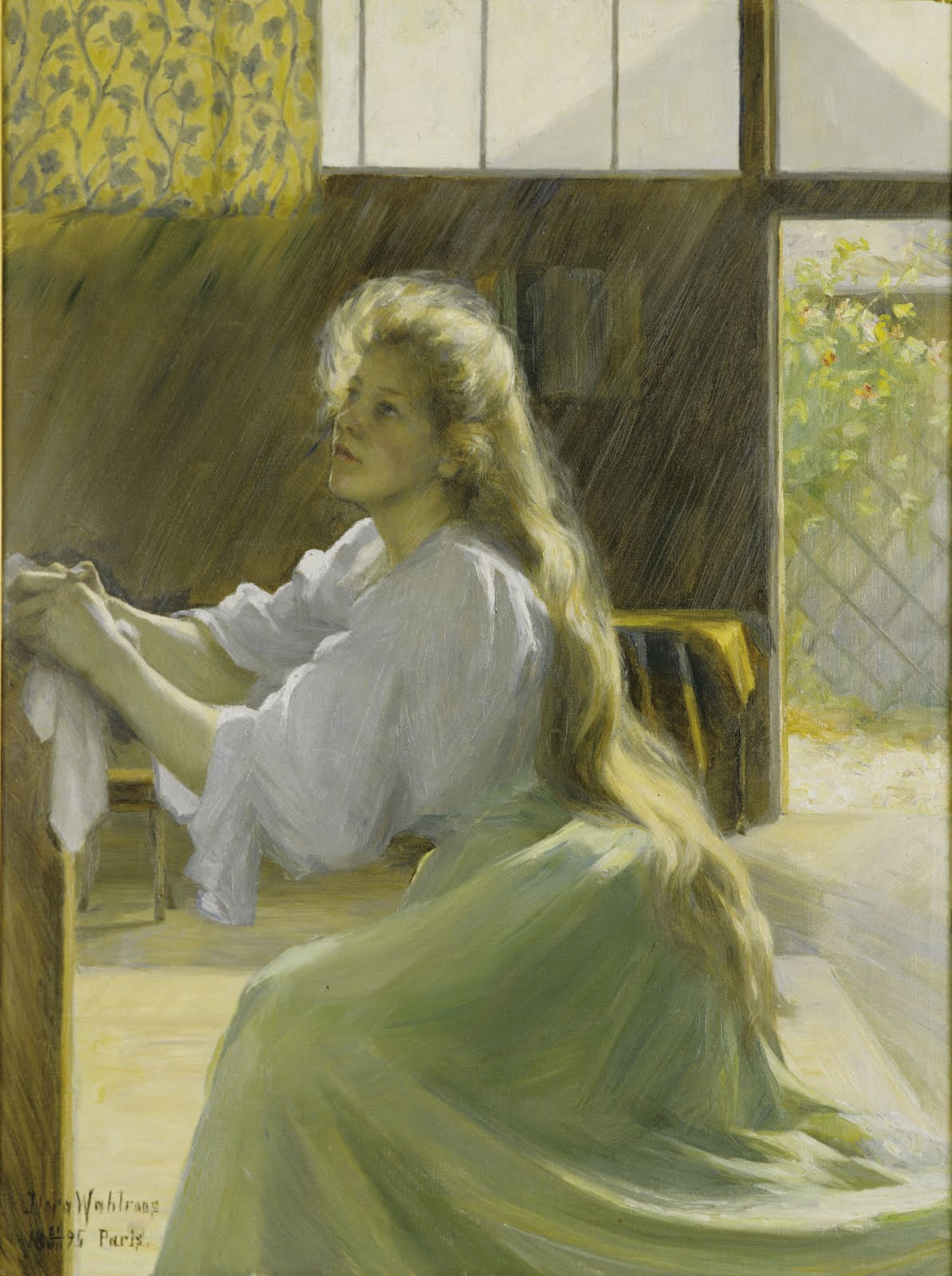
Inspiration,1895
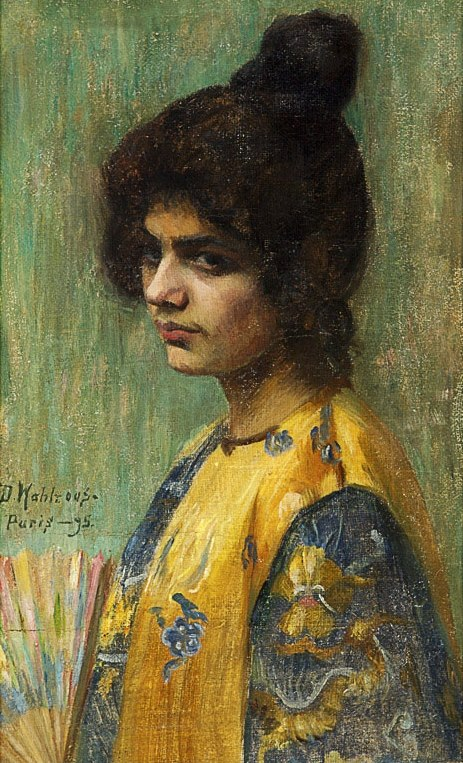
Flicka, 1895
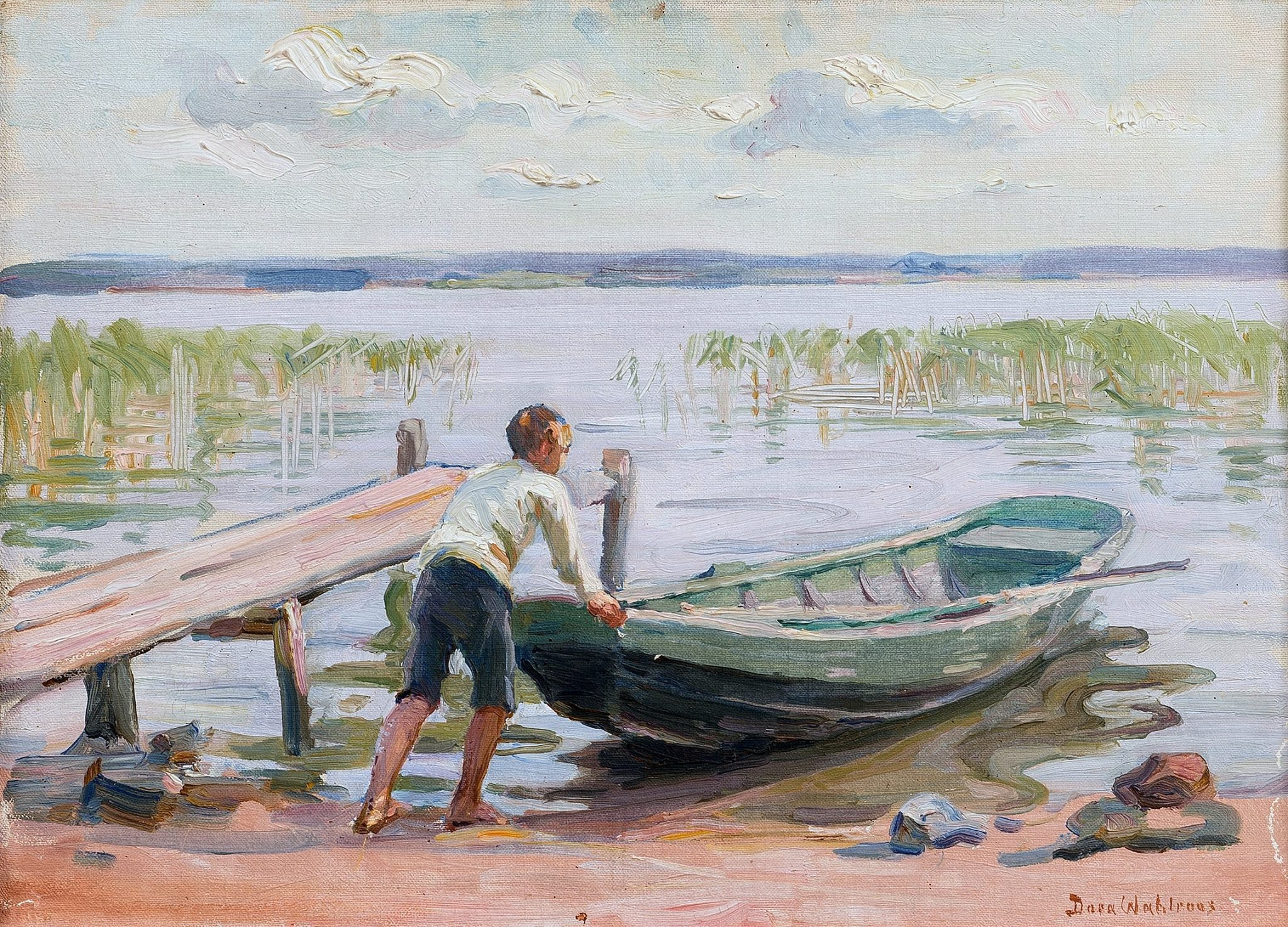
Pojke och båt vid stranden
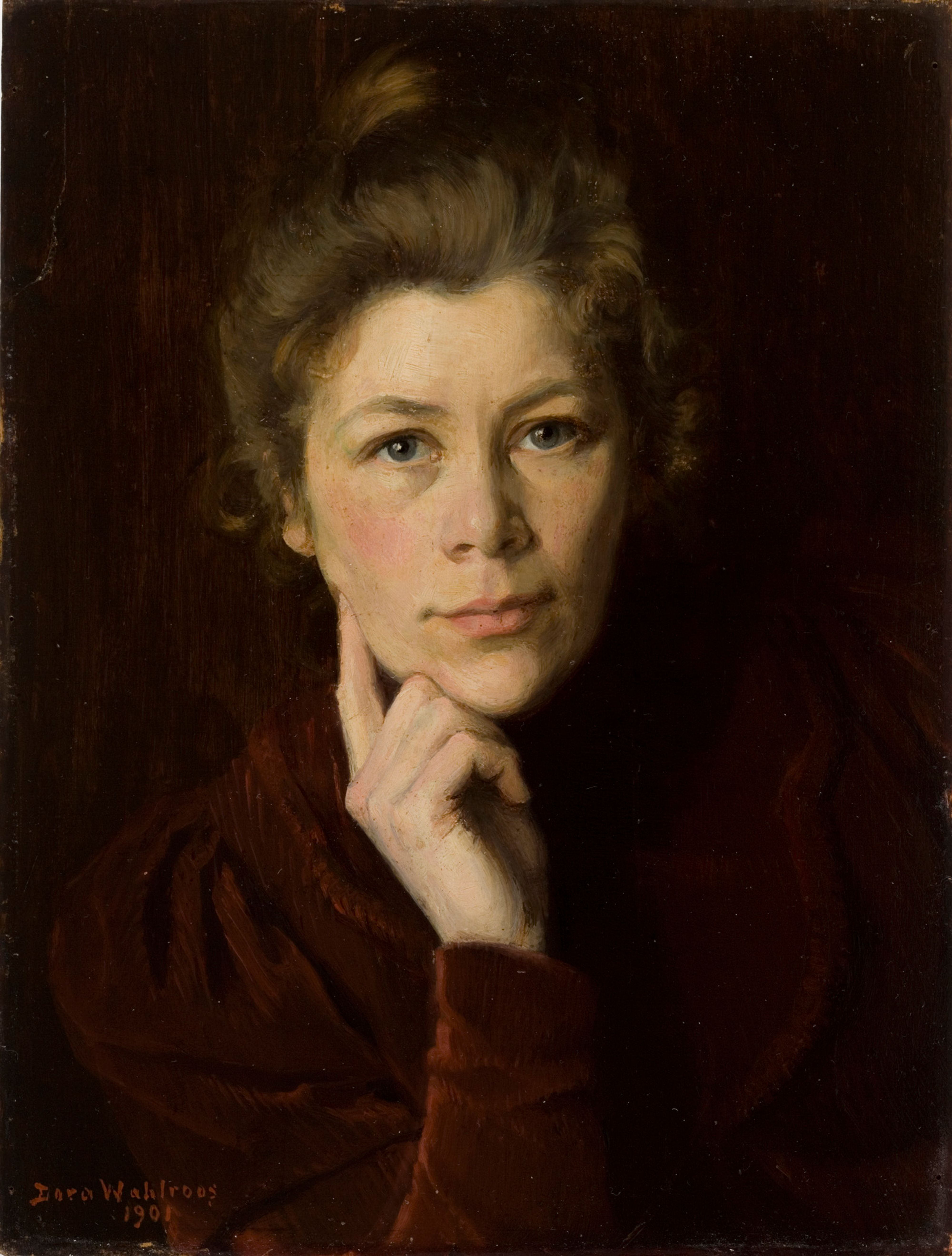
Självporträtt, 1901
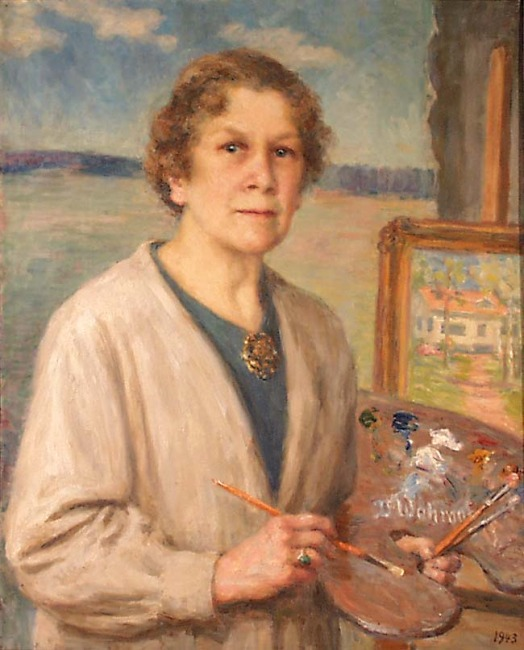
Självporträtt, 1943

## Priser
- Tredje pris i Dukattävlingen 1893